# Dosjelost
Dosjelost (latinski: usucapio), u stvarnom pravu označuje stjecanje prava neprekidnim vršenjem njihova sadržaja kroz određeno, zakonom propisano vrijeme. Dosjelost pretvara faktičnu vlast u pravnu, posjed u subjektivno pravo. Posjednik stječe na originaran način ono što je do tada posjedovao kroz zakonom propisano vrijeme. Pri tome se, uvažavajući načelo da pravo vlasništva ne prestaje nevršenjem, polazi od toga da stari vlasnik nije izgubio pravo zato što ga nije vršio nego zato što je novi stjecatelj originarno stekao vlasništvo, a na istoj stvari ne mogu istodobno postojati dva isključiva vlasništva.
Dosjelošću se, u prvom redu, stječe pravo vlasništva, ali i druga stvarna prava.

## Dosjelost u hrvatskom pravnom sustavu
Prema hrvatskom Zakonu o vlasništvu i drugim stvarnim pravima, dosjelošću se stječe vlasništvo stvari samostalnim posjedom te stvari ako taj ima zakonom određenu kakvoću i neprekidno traje zakonom određeno vrijeme, a posjednik je sposoban da bude vlasnikom te stvari. 
Hrvatski Zakon razlikuje tri situacije:
- ako je samostalni posjed zakonit, istinit i pošten, stječe se dosjelošću vlasništvo:
  - protekom tri godine za pokretne stvari,
  - za nekretnine protekom deset godina neprekidnoga samostalnog posjedovanja.

- ako je samostalni posjed barem pošten, stječe je dosjelošću vlasništvo 
  - protekom deset godina za pokretne stvari,
  - za nekretnine protekom dvadeset godina neprekidnoga samostalnog posjedovanja.

- samostalni posjednik stvari u vlasništvu Republike Hrvatske, županija i jedinica lokalne samouprave i jedinica lokalne samouprave i uprave i s njima izjednačenih pravnih osoba, kao i stvari u vlasništvu crkve ili drugih pravnih osoba koje ne traže za sebe dobitak nego služe za dobrotvorne ili druge općekorisne svrhe, steći će dosjelošću vlasništvo tih stvari tek pošto je njegov zakonit, istinit i pošten, ili barem pošten, samostalni posjed neprekidno trajao dvostruko vrijeme od onoga iz prethodna prva dva slučaja.

Vrijeme potrebno za dosjelost počinje teći onoga dana kad je posjednik stupio u samostalni posjed stvari, a završava se istekom posljednjega dana vremena potrebnoga za dosjelost. U vrijeme potrebno za dosjelost uračunava se i vrijeme za koje su prednici sadašnjega posjednika neprekidno posjedovali kao zakoniti, pošteni i istiniti samostalni posjednici, odnosno kao pošteni samostalni posjednici. Nasljednik postaje poštenim posjednikom od trenutka otvaranja nasljedstva i u slučaju kad je ostavitelj bio nepošteni posjednik, ali ne ako je nasljednik to znao ili morao znati. 
Kad se poštenom posjedniku čiji posjed nije zakonit i istinit uračunava vrijeme kroz koje je njegov prednik stvar posjedovao zakonito, pošteno i istinito, pravo vlasništva steći će istekom još onoliko vremena koliko je potrebno da pošteni posjednik stekne stvar dosjelošću. Kad se zakonitom, poštenom i istinitom posjedniku uračunava vrijeme kroz koje je njegov prednik stvar posjedovao pošteno, ali ne zakonito ili istinito, vlasništvo će steći dosjelošću istekom još onoliko vremena koliko je potrebno da pošteni posjednik stekne stvar dosjelošću, osim ako stvar već nije stekao time što je njegov zakoniti, pošteni i istiniti posjed trajao onoliko vremena koliko je potrebno da je zakoniti, pošteni i istiniti posjednik stekne dosjelošću.